# Đường cao tốc A3 (Pháp)
Đường cao tốc A3, đoạn dài 17 km của tuyến đường châu Âu E15, là một đường cao tốc băng qua tỉnh Seine-Saint-Denis có điểm khởi hành từ Paris ở cửa ô Bagnolet, và nhập vào A1 trên địa phận của xã Gonesse trong tỉnh Val-d'Oise, khoảng 2 km trước lối ra hướng đi sân bay Paris-Charles-de-Gaulle. Nó cho phép chủ yếu việc phục vụ các xã Montreuil-sous-Bois, Rosny-sous-Bois, Bondy, Aulnay-sous-Bois và Gonesse.
Hai đoạn cao tốc ngắn dài khoảng 3 km, được đánh số A186 và A103, được tách ra từ A3.
Đoạn cao tốc A3 đầu tiên được mở cửa lưu thông vào năm 1969 là ở giữa Cửa ô Bagnolet và Bondy.
Sau khi khánh thành việc mở rộng một đoạn dài 670 m giữa Bagnolet và Montreuil vào tháng 2 năm 2007, việc thi công để mở rộng thêm một đoạn dài 220 m nữa ở phần trên Romainville đã bắt đầu vào tháng 7 năm 2008. Các công trường này có mục đích làm giảm sự ô nhiễm tiếng ồn quan trọng của đường cao tốc trong các khu vực đông dân cư. Các việc thi công này được thực hiện bởi Chính phủ cùng với sự hỗ trợ tài chính của Hội đồng tỉnh Seine-Saint-Denis và Hội đồng vùng Île-de-France.
Ban đầu, đường cao tốc A3 mượn lộ trình của A103 đến Villemomble, nơi mà nó kết thúc như hiện nay. Nó sẽ phải băng qua xã này, cũng như là Neuilly-Plaisance và Neuilly-sur-Marne để nhập vào RN 34 nhưng việc nối dài này đã không bao giờ được thực hiện. Phần đất đai được dành để xây dựng đoạn cao tốc này đã được chuyển thành không gian xanh ngay sau đó.

## Lộ trình

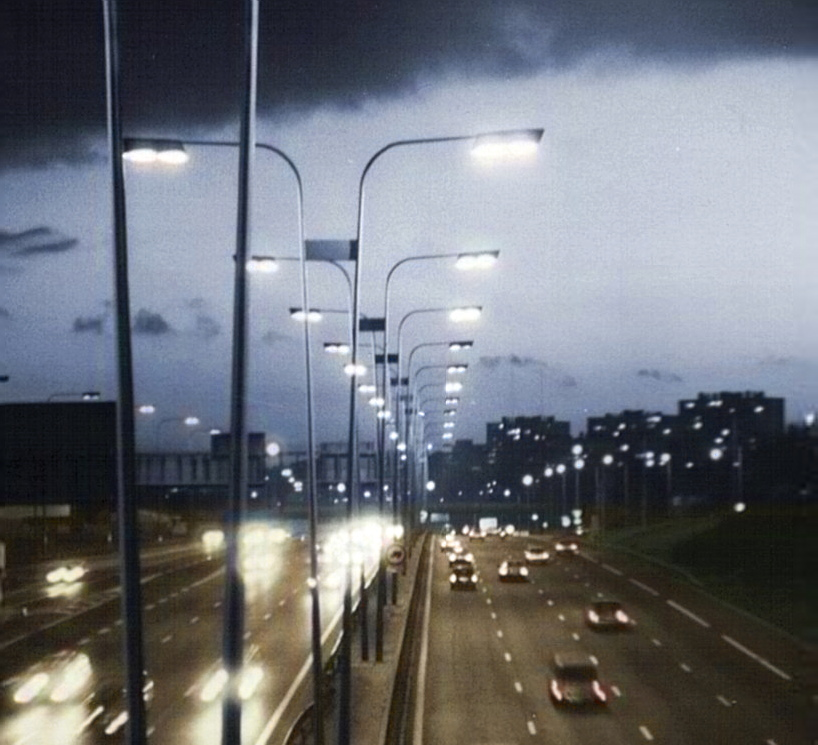
Đường cao tốc A3 tại Romainville, hướng đi Paris vào năm 1989

Ghi chú: A3 sở hữu hai lối ra số 3
- Nút giao Đại lộ vành đai Paris/A3 (cửa ô Bagnolet)
- 2x4 làn và giới hạn tốc độ là 90 km/h
- 1: Montreuil và Bagnolet (chỉ có thể truy cập theo hướng từ/đến Paris)
- 2  Nút giao A186/A3: Romainville và Montreuil bởi A186 dài 1,5 km
- 3 làn theo hướng đi các tỉnh
- 3: Montreuil, Romainville
  -  Khu vực dịch vụ tại Romainville (chiều Cửa ô Bagnolet–Le Blanc-Mesnil)
- Nút giao A86/A103/A3 (nút giao Rosny): Noisy-le-Sec, Rosny-sous-Bois và Villemomble bởi A103 dài 2 km
- 2x2 làn
- Bắt đầu đoạn chung với A86
- 2x5 làn và giới hạn tốc độ là 70 km/h
- Nút giao A86/A3: Bobigny (Kết thúc đoạn chung với A86)
- 2x3 làn và giới hạn tốc độ là 90 km/h
- 3: Bondy, Bobigny, Noisy-le-Sec
- giới hạn tốc độ là 110 km/h
- 4: Bondy-bắc (chỉ có thể truy cập theo hướng từ/đến ParisParis)
- 5: Drancy và Aulnay-sous-Bois
- 6a/6b: Le Blanc-Mesnil và Villepinte
- Nút giao A1/A3 và nút giao A104/A3

## Đường cao tốc A103
- Nút giao A3/A103 (nút giao Rosny)
- : Rosny-sous-Bois, Villemomble

Bằng cách kết nối với A199, tuyến cao tốc này ban đầu được cho là sẽ kết nối A3 với A104 tại Torcy.

## Đường cao tốc A186
- Nút giao A3/A186
- 1: Montreuil
- 2: Montreuil

Tuyến cao tốc này dài khoảng hai cây số, cho phép phục vụ khu vực phía Đông Montreuil. Nó bắt đầu từ nút giao A3/A186 rồi kết thúc trong thị xã Montreuil.

## Các địa điểm nhạy cảm
Không tồn tại bất kỳ con dốc nguy hiểm nào. Tuyến đường cao tốc này nằm hoàn toàn trong khu đô thị, vì vậy nó rất bận rộn vào giờ cao điểm: 
- trong phần chung của nó với A86 trong cả hai chiều;
- ở điểm giao của nó với đại lộ vành đai Paris trong chiều từ tỉnh vào Paris.

## Tuyến đường châu Âu
Toàn bộ lộ trình của cao tốc A3 là một phần của tuyến đường châu Âu E15.

## Các tỉnh, vùng đi qua
- Seine-Saint-Denis (93)
- Val-d'Oise (95)

Toàn bộ tuyến đường này đều nằm trong địa phận vùng Île-de-France.